# Ardgay
Ardgay (Schots-Gaelisch:  Àird Ghaoithe) is een dorp dat ligt op de noordwestelijke oevers van Dornoch Firth in Sutherland in de Schotse Hooglanden.
Ardgay wordt bediend door een spoorwegstation sinds 1874 op de Far North Line.